# Rabo-branco-de-garganta-estriada
O rabo-branco-de-garganta-estriada, conhecido alternativamente pelo nome de eremita-de-garganta-riscada (nome científico: Phaethornis striigularis), é uma espécie de ave apodiforme pertencente à família dos troquilídeos, que inclui os beija-flores. É um dos mais de 20 representantes do gênero Phaethornis, conhecido popularmente como rabos-brancos, que pertence à subfamília dos fetornitíneos. Se distribui tropicalmente, no sudeste mexicano, se distribuindo constantemente nos continentes centro-americano e sul-americano, finalmente, entre Colômbia, Equador ao sul e Venezuela ao norte, com uma população isolada no norte colombiano, entre as altitudes entre a superfície aos 1,800 metros acima do nível do mar.

## Etimologia
O termo denominador do gênero se origina de uma aglutinação dos adjetivo do idioma grego antigo φᾰέθων, phaéthōn, que significa "brilhante, radiante", este último derivado do verbo do mesmo idioma φᾰέθω, phaéthō, que significa algo como "eu brilho, eu sou brilhante"; este adicionado do sufixo -ornis, também de origem grega antiga, ὄρνις, órnis, que significa, essencialmente "pássaro, ave". Ambas as partes denominadoras são comumente encontradas na ornitologia, um exemplo sendo os rabos-de-palha, classificados pela ordem Phaethontiformes, família Phaethontidae e gênero Phaethon para a primeira parte (φᾰέθων, phaéthōn), e os gêneros Lampornis de beija-flores, Agapornis de psitacídeos, e a ordem fóssil extinta de dinossauros Ornithopoda. Seu descritor específico, por sua vez, resulta de uma aglutinação de dois nomes do neolatim, sendo estes, em ordem: o stria que significa "de linhas paralelas, de estrias", adicionado do nome gula, em nominativo singular, o que significa algo como "garganta", com a adição do sufixo -aris, em uma espécie de adjetivamento, transformado agora em gularis, algo a ser traduzido como "aquele ou aquilo de garganta listrada", se referindo à plumagem estriada em sua garganta.
Seu nome na língua portuguesa varia de acordo com a região e dialeto predominante da localidade em que se encontra. No português brasileiro, denomina-se rabo-branco-de-garganta-estriada. Esta denominação comum se inicia pelo termo "rabo-branco", um nome genérico para qualquer uma das mais de vinte espécies reconhecidas, que se caracterizam por plumagem mais clara no uropígio e nas coberteiras infracaudais e superiores. O termo "-de-garganta-estriada" denomina especificamente uma plumagem listrada. Por sua vez, a variante europeia da língua portuguesa, difere minimamente das anteriores, eremita-de-garganta-riscada, onde a primeira palavra se trata de um termo genérico para a subfamília dos fetornitíneos, estes conhecidos popularmente como "beija-flores eremitas"; adicionado do descritor "garganta-riscada", evidencia que esta parte específica deste beija-flor possui acabamento de listras, riscas (isto que também é referenciado no descritor específico em latim).

## Descrição
Possui um comprimento de 9–10 centímetros e um peso de 2–3 gramas, sendo uma das menores espécies de beija-flores eremitas. Suas coberteiras das asas, manto, nuca e píleo são um verde opaco iridescente, dorso possui uma coloração ruivo pálido, abdômen e flancos são ambos bege, as partes inferiores centrais e a garganta são castanho-acinzentadas claras, esta última com pequenas estrias escuras, estas que são muitas vezes fracas e difíceis de enxergar. O rosto possui uma borda preta similar à uma "máscara" acima de um supercílio esbranquiçado e abaixo de um malar esbranquiçado. As penas de voo e cauda são pretas; esta última despontada em um tom branco até ocráceo dependendo da subespécie envolvida. Como em muitos outros eremitas, possui um bico longo, recurvado. A metade basal da mandíbula inferior, mas, senão, este é inteiramente preto. Os dois sexos são virtualmente idênticos. Os imaturos aparentemente possuem o dorso inteiramente ruivo pálido.

## Distribuição geográfica e habitat
Esta beija-flor ocorre nas partes mais ao sul do México (incluindo o nordeste de Oaxaca e sul de Veracruz ao leste e sul de Quintana Roo), Belize, nordeste de Guatemala, Honduras setentrional oriental, Nicarágua, Costa Rica, Panamá, Colômbia ocidental, central e oriental (majoritariamente nas planícies do Pacífico e na região do vale Magdalena), no oeste equatoriano (ao sul de El Oro), e nordeste de Venezuela (em ambas as encostas dos Andes e das montanhas setentrionais). Esta espécie de eremita se encontra distribuído em uma variedade de habitats arborizados, como em florestas, bosques, clareiras, bosques cerrados e jardins; tipicamente em regiões úmidas, mas, territorialmente, em habitats mais áridos e decíduos (especificamente, no Equador). Pode ser majoritariamente encontrada em planícies e contrafortes, e foi excepcionalmente registrada à uma altitude de 1,800 metros acima do nível do mar. Entre suas altitudes mais comuns estão entre 500 a 550 metros acima do nível do mar no Equador.

## Sistemática
O rabo-branco-de-garganta-estriada era anteriormente incluído na subespécie nominal do besourinho-dorso-verde, assim como outros eremitas, os quais o rabo-branco-de-garganta-escura, rabo-branco-mirim e o rabo-branco-do-tapajós. Em 2021, entretanto, seria descoberto que esta espécie está mais relacionada ao rabo-branco-rubro e o rabo-branco-de-garganta-cinza. No presente, a maioria, senão todas, das autoridades importantes reconhecem esta separação (South American Classification Committee, taxonomia de Clements, The Howard and Moore Complete Checklist of the Birds of the World, entre outros). Sugeriu-se que uma variedade exclusivamente centro-americana, saturatus, se mantivesse como uma espécie diferente, em vez de ser considerada uma subespécie de striigularis. Suas subespécies reconhecidas atualmente são:
- Phaethornis striigularis saturatus Ridgway, 1910 — pode ser encontrado desde o sul do México ao noroeste da Colômbia
- Phaethornis striigularis striigularis Gould, 1854 — subespécie nominal; pode ser encontrado na Colômbia setentrional, na região do Vale do Rio Magdalena, e oeste adjacente da Venezuela;
- Phaethornis striigularis subrufescens Chapman, 1917 — pode ser encontrado no oeste da Colômbia e oeste do Equador
- Phaethornis striigularis ignobilis Lawrence, 1858 — pode ser encontrado no norte da Venezuela

## Comportamento

### Movimentação
Em sua extensão territorial completa, o rabo-branco-de-garganta-estriada é, essencialmente, uma espécie residente, porém há ocorrências de alguns movimentos locais.

### Alimentação
O rabo-branco-de-garganta-estriada se alimenta de néctar de flores colhido por armadilhas. Também foi observado perfurando a base das flores para obter néctar que de outra forma estaria fora de alcance; às vezes se alimenta de pequenos insetos. Normalmente, esta espécie forrageia em altitudes razoavelmente baixas, apenas ocasionalmente no nível do dossel.

### Reprodução
É essencialmente uma espécie solitária, porém, os machos formam leks onde cantam para atrair as fêmeas. O ninho, um pequeno copo com uma "cauda" pendurada abaixo dele, consiste em material vegetal unido por teias de aranha. Os dois ovos são incubados inteiramente pela fêmea e eclodem após 15 a 16 dias. O tempo exato de reprodução varia dependendo da região; no Equador, por exemplo, um filhote dependente foi visto no início de março.

### Vocalização
O macho produz uma sonoridade aguda, estridente, monótona e facilmente ouvida. A estrutura exata das vocalizações varia ao longo do alcance da espécie.